# Marienlied
Marienlieder sind Gebete, Gesänge und Hymnen, die sich an die Gottesmutter Maria richten, um Dank, Bitte, Verehrung oder Lobpreis zum Ausdruck zu bringen.

## Geschichte und Verbreitung
Marianische Hymnen als liturgische Gesänge in den Proprien zu den Marianischen Hochfesten, etwa die Marianische Antiphonen, gehören zu den ältesten Marienliedern. Die weltweit bekanntesten Marienlieder sind wahrscheinlich die verschiedenen Vertonungen des Ave Maria.
- Alma redemptoris mater
- Ave maris stella
- Ave Regina Caelorum
- Regina caeli
- Salve Regina
- Stabat mater

In der Literatur des Mittelalters spielt Marienlyrik ab dem 12. Jahrhundert eine Rolle. Beispiele sind Frauenlobs Marienleich, das Grazer Marienleben, die Bordesholmer Marienklage oder Bruder Hansens Marienlieder (Ende 14. Jh.). Singbare Marienlieder mit Melodien sind im Spätmittelalter vom Mönch von Salzburg und Oswald von Wolkenstein überliefert. Auch in anderen Kultursprachen (Mittelniederländisch, Mittelenglisch, romanische Sprachen) verlief die Entwicklung analog. In Spanien entstanden im 13. Jahrhundert die Cantigas de Santa Maria.
Marienlieder im engeren Sinn, also volkssprachliche, strophische Lieder, tauchen zunächst nicht als liturgische Gesänge auf, da die Liturgiesprache der katholischen Kirche jahrhundertelang Latein war, die Kirchen der Reformation andererseits die Heiligen- und Marienverehrung ablehnen. Vielmehr erscheinen Marienlieder zunächst häufig als Wallfahrtslieder oder als geistliche Volkslieder auf. Zum Teil sind es Übertragungen oder Paraphrasen lateinischer liturgischer Gesänge. Erwähnung finden sie in den Katholischen Hauspostillen. Das Gebet- und Gesangbuch Goldener Himmelsschlüssel des Kapuziners Martin von Cochem (1689) gilt als verbreitetes Buch mit Marienliedern.
- Ave Maria zart (Johann Georg Braun 1675, GL 527)
- Es flog ein Täublein weiße (Nikolaus Beuttners Gesangbuch, 1602)
- Freu dich, du Himmelskönigin (Konstanz 1600, nach Regina caeli; GL 525)
- Gegrüßet seist du, Königin (Johann Georg Seidenbusch 1687, nach Salve Regina; GL 536)
- Lasst uns erfreuen herzlich sehr (Friedrich Spee 1623; GL 533)
- Maria, breit den Mantel aus (Innsbruck 1640; GL 534)
- Maria zu lieben, ist allzeit mein Sinn (1765, NF Friedrich Dörr; GL 521)
- Unser lieben Frauen Traum (Nikolaus Beuttners Gesangbuch, 1602)
- Wunderschön prächtige (nach Laurentius von Schnüffis 1692)

Auch die Lauretanische Litanei (Mitte 16. Jh., mit älteren Wurzeln) geht auf die Loretowallfahrten zurück.
Auch einige Advents- und Weihnachtslieder stellen Maria in den Mittelpunkt, insbesondere einige geistliche Wiegenlieder, die dem Brauch des Kindelwiegens entstammen oder dessen Idee aufgreifen.
- Es ist ein Ros entsprungen (Speyerer Gesangbuch, 1599; GL 243/EG 30)
- Joseph, lieber Joseph mein (Mönch von Salzburg um 1400)
- Auf dem Berge, da wehet der Wind (Schlesien, 19. Jh. nach älteren Vorbildern)

Die ab der ersten Hälfte des 19. Jahrhunderts im deutschsprachigen Raum aufkommenden Maiandachten und die Marienfrömmigkeit durch neue Marienwallfahrtsorte (aber auch schon früher z. B. wie in Schlesien) wie Lourdes und Fátima führten zum Entstehen neuer Marienlieder.
- Alle Tage sing und sage (Heinrich Bone 1847, GL 526)
- Christi Mutter stand mit Schmerzen (Heinrich Bone 1847, nach Stabat mater dolorosa; GL 532)
- Maria durch ein Dornwald ging (aus dem Eichsfeld, 1850)
- Maria, Maienkönigin (Guido Görres 1843/44)
- Maria, Mutter unsres Herrn (Franz Josef Weinzierl 1816/Marie-Luise Thurmair 1969, nach Alma redemptoris mater; GL 530)
- Meerstern, ich dich grüße (bei August von Haxthausen 1850, nach Ave maris stella; GL 524)
- Maria, Mutter, Friedenshort (Georg Schröter, Adolf Lohmann 1948)
- Nun, Brüder, sind wir frohgemut (Georg Thurmair, Adolf Lohmann 1935)
- Sagt an, wer ist doch diese (Guido Maria Dreves 1885 nach Vorlagen von Johannes Khuen 1638; GL 531)
- Segne du, Maria (Cordula Wöhler 1870/Karl Kindsmüller 1916; GL 535)
- Grüssauer Marienrufe (Kloster Grüssau um 1910, GL 568)

Auch im Bereich des Neues Geistlichen Lieds spielen Marienlieder weiterhin eine Rolle und spiegeln häufig ein gewandeltes Marienverständnis in jüngerer Zeit wieder.
- Ave Maria, du bist voll der Gnade (Matilde Cocchiaro; Marie Thérèse Henderson)
- Frau aus dem Volke, von Gott auserwählt (T.: Johannes Schreml; M.: Johannes Ganz)
- Mädchen, du, in Israel (Diethard Zils)
- Magnificat (zwei Vertonungen als Doppel-Kanon und als Choral aus Taizé von Jacques Berthier)
- Maria singt („Mein Haus ist ohne Wettersturz“; Hildegard Wohlgemuth, Klaus Simon)
- Marias Lied („Groß sein läßt meine Seele den Herrn“; Martin Schraufstetter)
- Mit dir, Maria, singen wir von Gottes Heil (aus Chartres, dt. Eugen Eckert, Winfried Offele; M.: J. C. Gianadda)
- Mit Maria preist den Herrn (Rudolf Weckerling, Peter Janssens)
- Mutter Maria („Du hast ganz leis mich beim Namen genannt“; Johannes Ganz)
- Sei gegrüßt Maria (Kathi Stimmer-Salzeder)

## Weitere bekannte marianische Gesänge
- Agni Parthene
- Hymnos Akathistos
- Noi vogliam Dio, Vergine Maria
- Servikon
- Tota pulchra es Maria
- Virolai de Montserrat